# Polska Scena Punk – Być zawsze sobą
Polska Scena Punk – Być zawsze sobą – album muzyczny zawierający utwory różnych, polskich wykonawców muzycznych zaliczanych do sceny punk rockowej wydany w 2019 r. na płycie kompaktowej i w 2020 r. na płycie gramofonowej. Składanka ta ukazała się nakładem wytwórni muzycznej NOG Records. Była to pierwsza publikacja w ramach nowej odsłony serii albumów wydawanych na płytach kompaktowych przez tę wytwórnię pod szyldem Polska Scena Punk.

## Historia
Pomysł, idea, ale przede wszystkim również możliwość wydania albumów serii Polska Scena Punk wynikły z faktu, że Piotr Giglewicz, lider zespołu Uliczny Opryszek, wcześniej także wspólnie ze swoim bratem, Mariuszem Giglewiczem (w różnych okresach czasu m.in. Nauka o Gównie, Uliczny Opryszek), zgromadził bardzo dużą kolekcję historycznych nagrań, często nigdzie niedostępnych. W kolekcji tej są dema, bootlegi i dawne albumy, często już w czasie ich publikacji trudno dostępne. Pierwsza część publikacji została wydana w kilku albumach muzycznych zamieszczonych na kasetach magnetofonowych. Wydawcą była wytwórnia muzyczna założona przez Mariusza Gilewicza – GRS Tapes – która specjalizowała się w wydawnictwach muzycznych związanych ze sceną niezależną publikowanych właśnie na wspominanych kasetach magnetofonowych.
Po założeniu i zorganizowaniu przez wyżej wymienionego Mariusza Gilewicza nowej wytwórni muzycznej – NOG Records – która dystrybuowała wydawane przez siebie albumu muzyczne już na płytach kompaktowych i w wybranych przypadkach na płytach gramofonowych, powrócono do pomysłu sprzed lat i rozpoczęto wydawanie nowej publikacji seryjnej, stanowiącej kontynuację poprzedniej odsłony, obejmującej wybrane nagrania polskich zespołów punk rockowych i ewentualnie innych, ale związanych ze sceną niezależną, również pod hasłem „Polska Scena Punk”. Jak poprzednio poszczególne części składanki otrzymywały kolejne numery, z nową numeracją „od początku”, czyli od jedynki (choć pierwszy z albumów nie miał w tytule numeru, który został dodany od drugiej publikacji), ale z dodanym indywidualnym dla każdej z części podtytułem.
Niniejsza część, album muzyczny „Polska Scena Punk – Być zawsze sobą”, jest pierwszym wydawnictwem w ramach nowej odsłony publikacji seryjnej „Polska Scena Punk” wydawanej już przez nową wytwórnię muzyczną. Ukazał się w 2019 r. (2018 r.). W 2020 r. ten sam album wydawca opublikował także na dwóch płytach gramofonowych. Jeszcze w tym samym roku co niniejszy album wydany na płycie gramofonowej, czyli w 2020 r., ukazała się druga składanka w serii pod tytułem „Polska Scena Punk Vol.2 Czy pamiętasz?”, a w kolejnych latach następne jej części.

## Muzyka i wykonawcy
Muzyka zaprezentowana w ramach albumu należy nurtów muzycznych przynależnych do gatunku muzycznego jakim jest rock, przy czym wykonawcy, których utwory zamieszczono w tym wydaniu postrzegani są jako przynależni do muzycznej sceny alternatywnej, niezależnej. Pośród wspominanych nurtów muzycznych, do których zaliczane są prezentowane utwory, dominuje punk rock.
W albumie znajdują się utwory muzyczne 27 różnych wykonawców muzycznych, przy czym zamieszczono po jednym utworze wykonywanym przez każdego z nich. Są to następujące zespoły i wykonawcy solowi, ale tutaj wykonujący wspólnie jeden utwór w duecie: 33 Trzysta, Azotox, Babayaga Ojo, Bunkier, Contrapunk, Czterdzieści Jeden Dwieście, Defloracja, Dekolt, Dobra Dobra, Kyrie Eleison, Nauka o Gównie, New Way Punk Rock, Para Wino (Dariusz Paraszczuk), Pijacka Banda, Polish Fiction, Prawda, Psycho Skład, Punk Brothers, Rozbujane Betoniary, Sajgon, Schizofrenia, Siwy (Tomasz Wojnar), Smoleńsk, Stado Pędzących Imadeł, Szumni, The Thinners, Uliczny Opryszek. Jak wyżej zaznaczono wymienieni dwaj wykonawcy solowi – Pawa Wino i Siwy – wykonują wspólnie jeden z utworów zamieszczonych w albumie.

## Album
Album kompilacyjny „Polska Scena Punk – Być zawsze sobą” został wydany w dwóch wersjach: z 2019 r. na jednej płycie kompaktowej i z 2020 r. na dwóch płytach gramofonowych. Obie wersje zawierają tę samą liczbę utworów – 26. Są to takie same utwory wykonywane przez tych samych wykonawców muzycznych ułożone w tej samej kolejności. Za realizację dźwięku odpowiadał Norbert Krupa, a osobą odpowiedzialną za okładkę, zdjęcia, grafikę i design był pan Waldemar Dylewski. Czas trwania nagrań wynosi 75 minut i 11 sekund.
Album wydany w 2019 r. na płycie kompaktowej otrzymał w ramach katalogu wydawcy identyfikator 002. Płyta kompaktowa otrzymała oznaczenie Matrix / Runout (BYC ZAWSZE SOBA): 52370 R5670. Natomiast wydanie z 2020 r. na dwóch płytach kompaktowych otrzymało w ramach katalogu wydawcy identyfikator LP001. Były to płyty winylowe typu longplay, jedna na czarnym winylu, a druga na winylu czerwonym. Nakład tego wydania stanowił edycję limitowaną w 300 egzemplarzach dwupłytowego kompletu.
Choć w tytule tej pierwszej części serii publikacji cyklicznych nie ma jej numeru, który pojawia się od części drugiej, to w niektórych opracowaniach w celu ujednoznacznienia i ułatwienia identyfikacji publikacji, czasem bywa dodawany jej numer w konwencji zgodnej z kolejnymi numerami, tj. „Vol.1”, czyli „Polska Scena Punk Vol.1 – Być Zawsze Sobą”. W kontekście tytułu niniejszego albumu warto zwrócić także uwagę, że jej podtytuł „Być Zawsze Sobą” jest identyczny jak tytuł jednego z utworów zamieszczonego w wydawnictwie, a mianowicie piosenka zespołu Dekolt zatytułowana „Być zawsze sobą” znajdująca się pod pozycją 10 tracklisty.
Album został wydany pod patronatem kampanii społecznej prowadzonej pod hasłem „Muzyka Przeciwko Rasizmowi”, zapoczątkowanej przez Marcina Kornaka i realizowanej przez Stowarzyszenie „Nigdy Więcej”. W związku z tym na okładce albumu zamieszczono logo wymienionej akcji. Stowarzyszenie „Nigdy Więcej” na długiej liście wykonawców muzycznych i wydawnictw zamieszczających logo akcji „Muzyka Przeciwko Rasizmowi” prezentowanej na stronie stowarzyszenia, pomija jednak ten album.
Niniejszy album jest odrębnym wydawnictwem, z zupełnie nowym zestawieniem utworów muzycznych, innym niż wydany na kasecie magnetofonowej w części pierwszej serii album „Polska Scena Punk”.

## Utwory
| Lp | Wykonawca                   | Tytuł             | Czas (min:sek) | LP (strona, numer) |
| -- | --------------------------- | ----------------- | -------------- | ------------------ |
| 1  | Dobra Dobra                 | Odpierdolcie się! | 3:15           | A1                 |
| 2  | Pijacka Banda               | Co nam zostało?   | 2:43           | A2                 |
| 3  | Smoleńsk                    | Sługi Boże        | 2:46           | A3                 |
| 4  | Czterdzieści Jeden Dwieście | Proboszcz         | 2:56           | A4                 |
| 5  | Psycho Skład                | Metropolie        | 2:09           | A5                 |
| 6  | Schizofrenia                | Chryzantemy       | 3:20           | A6                 |
| 7  | Sajgon                      | Złoty pociąg      | 2:45           | A7                 |
| 8  | Rozbujane Betoniary         | Walka z systemem  | 2:20           | B1                 |
| 9  | Nauka o Gównie              | Putin             | 2:57           | B2                 |
| 10 | Dekolt                      | Być zawsze sobą   | 4:13           | B3                 |
| 11 | Polish Fiction              | Jeśli             | 2:54           | B4                 |
| 12 | Stado Pędzących Imadeł      | W imię Boga       | 2:28           | B5                 |
| 13 | Para Wino i Siwy            | Ja idę sam        | 2:37           | B6                 |
| 14 | Szumni                      | W Rzeczystanie    | 3:05           | C1                 |
| 15 | Uliczny Opryszek            | Trupy             | 1:36           | C2                 |
| 16 | Prawda                      | Punk's Not Dead   | 3:08           | C3                 |
| 17 | Azotox                      | Nietolerancja     | 2:14           | C4                 |
| 18 | 33 Trzysta                  | Sen               | 3:28           | C5                 |
| 19 | Contrapunk                  | Będziemy żyć      | 3:13           | C6                 |
| 20 | The Thinners                | Taki kraj         | 2:40           | C7                 |
| 21 | Punk Brothers               | Moje Ja           | 2:20           | D1                 |
| 22 | New Way Punk Rock           | Kłamcy            | 3:32           | D2                 |
| 23 | Kyrie Eleison               | Polska            | 3:18           | D3                 |
| 24 | Bunkier                     | Chciałbym         | 3:22           | D4                 |
| 25 | Babayaga Ojo                | Milicja           | 2:33           | D5                 |
| 26 | Defloracja                  | Butapren          | 3:19           | D6                 |

## Odbiór i oceny
Album w serwisie internetowym Discogs otrzymał ocenę, według stanu na styczeń 2025 r. – (Avg Rating):  (3.29/5 przy 7 oceniających), przy czym pośród osób przynależących do tej społeczności internetowej w tym czasie 49 osób deklarowało posiadania albumu, a 7 osoby, iż chciałyby go posiadać. W szczególności w zakresie wersji pierwszej albumu na płycie kompaktowej te dane są następujące: Avg Rating –  (3.4/5 przy 5 oceniających), posiada – 25 osób, chce posiadać – 2 osoby, a dla drugiej wersji wydania na płytach gramofonowych dane te są następujące: Avg Rating –  (3/5 przy 2 oceniających), posiada – 24 osoby, chce posiadać – 5 osób. Natomiast w sklepie internetowym sieci Empik otrzymał ocenę, dla pierwszego wydania na płcie kompaktowej, według stanu na styczeń 2025 r.:  (5/5 przy 1 oceniającym).
Jeden z autorów, który zamieścił swoją recenzję to tego albumu, stwierdza że tytuł składanki rzeczywiście doskonale odzwierciedla jej zawartość, jest to bowiem punk rock, bez próby dołączania do niego szerokiego spektrum powiązanych nurtów muzycznych, takich jak przykładowo hardcore punk. I co ważne, jest to typowy polski punk. Według tej opinii, w tym kontekście zestawienie można ocenić jako spójne, zarówno pod względem stylu jak i treści, co może stanowić zarówno zaletę, jak i pewną wadę.